# Cleisostomopsis eberhardtii
Cleisostomopsis eberhardtii là một loài thực vật có hoa trong họ Lan. Loài này được (Finet) Seidenf. mô tả khoa học đầu tiên năm 1992.